# Хъртс
Хъртс (на английски: Hurts) e английска музикална група от Манчестър. Създадена е през 2009 година и се подвизава в стила електро-поп/синтпоп. Състои се от певците Тео Хъчкрафт (роден на 30 август 1986 г. в Ричмънд, Северен Йоркшър), синтезист — Адам Андерсън (роден на 14 май 1984 г. в Манчестър). Техният дебютен албум, "Happiness" („Щастие“) е пуснат пред септември 2010 г., и достига до „Топ 10“ в 12 европейски страни. От него са продадени около 1 милион копия. Групата също така е продала повече от 1 милион сингли в световен мащаб.
Двамата изпълнители се срещат извън нощен клуб на 42-ра улица в Манчестър през ноември 2005 г., докато техните приятели участват в масов бой. Твърде пияни, за да се присъединят, те започват да говорят за музика и осъзнават, че имат сходни вкусове. Така те решават да основат група свиреща Хай енерджи. През следващите няколко месеца те обменят музика и текстове по електронната поща, преди формирането на група през март 2006 г. с Джейми Олсоп и Флик Уорд. Изпълняват първия си концерт като квинтет през май в Дъ Мюзик Бокс в Манчестър и малко по-късно подписват договор с независимото звукозаписно студио Хай Волтидж Саундс.